# Đài tưởng niệm Józef Piłsudski, Warszawa
Đài tưởng niệm Józef Piłsudski ở Warsaw đã được dựng lên để tôn vinh Józef Piłsudski, một nhà lãnh đạo quân sự, Thống chế Ba Lan và là một trong những nhân vật chính chịu trách nhiệm cho Ba Lan giành lại độc lập. Bức tượng cao 3 mét (9,8 ft), làm bằng đồng và đá granit  nằm gần Quảng trường Piłsudski và khách sạn Europejski, tại phố Tokarzewski-Karaszewicz. Nó mang dòng chữ "Józef Piłsudski" và "Thống chế Ba Lan".
Kế hoạch dựng lên một tượng đài có thể được bắt nguồn từ năm 1990, khi chủ tịch Warsaw Stanisław Wyganowski tán thành yêu cầu của một nhóm vận động cho việc tạo ra một tượng đài cho Piłsudski. Tượng đài, được đúc trong Nhà máy đóng tàu của Hải quân Ba Lan, được khánh thành vào ngày 14 tháng 8 năm 1995, nhân kỷ niệm 75 năm Trận chiến Warsaw, do Piłsudski chỉ huy. Lễ ra mắt có sự tham dự của Tổng thống Ba Lan, Lech Wałęsa, và con gái của Piłsudski, Jadwiga Piłsudska.
Các kế hoạch ban đầu kêu gọi di tích được dựng lên tại Quảng trường Na Rozdrożu, nhưng sau đó đã được sửa đổi để đặt nó gần Lazienki. Quyết định này đã được phản đối bởi những người ủng hộ di tích, người đã tuyên bố vị trí mới quá nhỏ, và di tích đã được chuyển đến vị trí hiện tại. Vị trí hiện tại đã và vẫn được xem là gây tranh cãi; ví dụ nhà thiết kế bức tượng, Tadeusz Łodziana, đã bày tỏ sự phản đối của mình với nó trong một bức thư ngay trước khi tượng đài được khánh thành, chỉ ra rằng nó sẽ khiến di tích bị cô lập khỏi hầu hết các nghi lễ diễn ra trên quảng trường. Những người khác đã chỉ trích đặc biệt rằng vị trí của di tích khiến những người lính Ba Lan thường phải đối mặt với nó trong buổi lễ thay đổi người bảo vệ tại Lăng mộ của Người lính vô danh, Warsaw, và trong các buổi lễ cho Ngày Độc lập Ba Lan, mà họ coi là thiếu tôn trọng.